# Cooke County
Cooke County je okres ve státě Texas v USA. K roku 2010 zde žilo 38 437 obyvatel. Správním městem okresu je Gainesville. Celková rozloha okresu činí 2 328 km².